# Лох-Линне
Лох-Ли́нне (англ. Loch Linnhe, гэльск. An Linne Dhubh) — фьорд в западной части Шотландии. Расположен в области Хайленд. Имеет несколько ответвлений: Лох-Креран, Лох-Левен, Лох-Ил и другие. У входа в залив несколько островов, крупнейший из которых Лисмор.
Крупнейшим населённым пунктом на берегах залива является Форт-Уильям. В нём начинается Каледонский канал, соединяющий Лох-Линне с озером Лох-Несс и далее с Инвернессом на берегу залива Мори-Ферт.
Берега крутые, всего в нескольких километрах от берега расположена высочайшая вершина Великобритании — Бен-Невис.